# Arsène Casy
Arsène Casy, né le 28 juillet 1911 à Ferrette (alors en Haute-Alsace dans l'Empire allemand) et mort le 30 août 1980 à Saint-Chamond, est un footballeur français.

## Carrière
Arsène Casy grandit à Saint-Louis, où il joue au football dans le club local, et poursuit ses études à Mulhouse. Il s'inscrit alors au FC Mulhouse, où il joue au poste de défenseur, côté droit. Il y fait ses débuts en équipe première très tôt, vers 1928, et y découvre le professionnalisme en 1932, lors de la première édition du championnat de France. Réputé pour la puissance de ses tirs et dégagements, il est sélectionné en équipe d'Alsace, est international militaire et appelé à plusieurs reprises en équipe de France B en 1932,. 
Pendant les saisons 1934-1935 et 1935-1936, il est l'un des quatre seuls joueurs du championnat à ne pas manquer un match, avec le gardien de but Léon Papas (Strasbourg), Albert Dhulst (Excelsior) et Alfred Aston (Red Star). Il fait encore une saison pleine la saison suivante. 
En 1937, Casy est transféré à l'AS Saint-Étienne où il joue jusqu'en 1947, y compris pendant les années de guerre. Il y joue 75 matchs en trois saisons de première division, et plus de 200 matchs toutes compétitions confondues. Il y est vice-champion de France de deuxième division en 1938, finaliste de la « zone occupée » en Coupe de France en 1941 et vice-champion de France en 1946. Il arrête sa carrière de footballeur en 1947, après une vingtaine d'années parmi les seniors.
Casy devient dès lors entraîneur-joueur du club de CO Saint-Chamond, club localisé dans une ville limitrophe de Saint-Étienne. Lors de sa première saison sur le banc il mène son équipe de Division d'honneur en 16e de finale de Coupe de France, en éliminant notamment le Lyon OU, un club réputé de deuxième division. 
Il ne semble pas travailler comme entraîneur pour d'autres clubs que Saint-Chamond et y meurt en 1980.